# Blue (Band)/Diskografie
Diese Diskografie ist eine Übersicht über die musikalischen Werke der britischen Boygroup Blue. Den Quellenangaben und Schallplattenauszeichnungen zufolge verkaufte sie bisher mehr als 9,5 Millionen Tonträger, davon alleine in ihrer Heimat über 6,3 Millionen. Ihre erfolgreichste Veröffentlichung ist das zweite Studioalbum One Love mit über 2,3 Millionen verkauften Einheiten.

## Alben

### Studioalben
| Jahr | Titel Musiklabel                    | Höchstplatzierung, Gesamtwochen, AuszeichnungChartplatzierungen (Jahr, Titel, Musiklabel, Platzierungen, Wochen, Auszeichnungen, Anmerkungen) | Höchstplatzierung, Gesamtwochen, AuszeichnungChartplatzierungen (Jahr, Titel, Musiklabel, Platzierungen, Wochen, Auszeichnungen, Anmerkungen) | Höchstplatzierung, Gesamtwochen, AuszeichnungChartplatzierungen (Jahr, Titel, Musiklabel, Platzierungen, Wochen, Auszeichnungen, Anmerkungen) | Höchstplatzierung, Gesamtwochen, AuszeichnungChartplatzierungen (Jahr, Titel, Musiklabel, Platzierungen, Wochen, Auszeichnungen, Anmerkungen) | Anmerkungen                                                   |
| Jahr | Titel Musiklabel                    | DE | AT | CH | UK | Anmerkungen                                                   |
| ---- | ----------------------------------- | --- | --- | --- | --- | ------------------------------------------------------------- |
| 2001 | All Rise Innocent Records           | DE68 (1 Wo.)DE | — | — | UK1 ×4Vierfachplatin · (68 Wo.)UK | Erstveröffentlichung: 23. November 2001 Verkäufe: + 1.275.000 |
| 2002 | One Love Innocent Records           | DE15 Gold · (35 Wo.)DE | AT19 (32 Wo.)AT | CH31 Gold · (33 Wo.)CH | UK1 ×4Vierfachplatin · (30 Wo.)UK | Erstveröffentlichung: 1. November 2002 Verkäufe: + 2.307.500  |
| 2003 | Guilty Innocent Records             | DE8 Gold · (38 Wo.)DE | AT13 (17 Wo.)AT | CH12 Gold · (43 Wo.)CH | UK1 ×2Doppelplatin · (24 Wo.)UK | Erstveröffentlichung: 3. November 2003 Verkäufe: + 1.100.000  |
| 2013 | Roulette Blueworld • Island Records | DE14 (5 Wo.)DE | AT30 (1 Wo.)AT | CH31 (3 Wo.)CH | UK13 (3 Wo.)UK | Erstveröffentlichung: 25. Januar 2013                         |
| 2015 | Colours Sony Music                  | — | — | — | UK13 (3 Wo.)UK | Erstveröffentlichung: 6. März 2015                            |
| 2022 | Heart & Soul BMG Rights Management  | — | — | — | UK22 (1 Wo.)UK | Erstveröffentlichung: 28. Oktober 2022                        |

### Livealben
| Jahr | Titel Musiklabel                                                       | Anmerkungen                             |
| ---- | ---------------------------------------------------------------------- | --------------------------------------- |
| 2004 | Guilty Live Tour / One Love Live Tour Innocent Records                 | Erstveröffentlichung: 1. November 2004  |
| 2013 | The Roulette Tour 2013 – Live at The Hammersmith Apollo Island Records | Erstveröffentlichung: 18. November 2013 |

### Kompilationen
| Jahr | Titel Musiklabel              | Höchstplatzierung, Gesamtwochen, AuszeichnungChartplatzierungen (Jahr, Titel, Musiklabel, Platzierungen, Wochen, Auszeichnungen, Anmerkungen) | Höchstplatzierung, Gesamtwochen, AuszeichnungChartplatzierungen (Jahr, Titel, Musiklabel, Platzierungen, Wochen, Auszeichnungen, Anmerkungen) | Höchstplatzierung, Gesamtwochen, AuszeichnungChartplatzierungen (Jahr, Titel, Musiklabel, Platzierungen, Wochen, Auszeichnungen, Anmerkungen) | Höchstplatzierung, Gesamtwochen, AuszeichnungChartplatzierungen (Jahr, Titel, Musiklabel, Platzierungen, Wochen, Auszeichnungen, Anmerkungen) | Anmerkungen                                                   |
| Jahr | Titel Musiklabel              | DE | AT | CH | UK | Anmerkungen                                                   |
| ---- | ----------------------------- | --- | --- | --- | --- | ------------------------------------------------------------- |
| 2004 | Best of Blue Innocent Records | DE7 Gold · (26 Wo.)DE | AT11 (15 Wo.)AT | CH8 Gold · (21 Wo.)CH | UK6 ×2Doppelplatin · (19 Wo.)UK | Erstveröffentlichung: 11. November 2004 Verkäufe: + 1.007.500 |
| 2005 | 4ever Blue Virgin Records     | DE40 (2 Wo.)DE | — | CH80 (2 Wo.)CH | — | Erstveröffentlichung: 6. Mai 2005 Verkäufe: + 123.680         |
| 2006 | Single Box Innocent Records   | — | — | — | — | Erstveröffentlichung: 7. Juni 2006                            |
| 2007 | The Collection EMI Music      | — | — | — | — | Erstveröffentlichung: 30. August 2007                         |
| 2012 | Ultimate Blue Music Club      | — | — | — | — | Erstveröffentlichung: 14. Mai 2012                            |

### Remixalben
| Jahr | Titel Musiklabel                          | Anmerkungen                           |
| ---- | ----------------------------------------- | ------------------------------------- |
| 2004 | Remixes – Japan Tour Mini Album EMI Music | Erstveröffentlichung: 28. Januar 2004 |

### EPs
| Jahr | Titel Musiklabel                    | Anmerkungen                              |
| ---- | ----------------------------------- | ---------------------------------------- |
| 2002 | Sunday Mirror Innocent Records      | Erstveröffentlichung: 20. September 2002 |
| 2013 | Roulette Summer Edition The Orchard | Erstveröffentlichung: 2. September 2013  |

## Singles

### Als Leadmusiker
| Jahr | Titel Album                                                                | Höchstplatzierung, Gesamtwochen, AuszeichnungChartplatzierungen (Jahr, Titel, Album, Platzierungen, Wochen, Auszeichnungen, Anmerkungen) | Höchstplatzierung, Gesamtwochen, AuszeichnungChartplatzierungen (Jahr, Titel, Album, Platzierungen, Wochen, Auszeichnungen, Anmerkungen) | Höchstplatzierung, Gesamtwochen, AuszeichnungChartplatzierungen (Jahr, Titel, Album, Platzierungen, Wochen, Auszeichnungen, Anmerkungen) | Höchstplatzierung, Gesamtwochen, AuszeichnungChartplatzierungen (Jahr, Titel, Album, Platzierungen, Wochen, Auszeichnungen, Anmerkungen) | Anmerkungen                                                                  |
| Jahr | Titel Album                                                                | DE | AT | CH | UK | Anmerkungen                                                                  |
| ---- | -------------------------------------------------------------------------- | --- | --- | --- | --- | ---------------------------------------------------------------------------- |
| 2001 | All Rise                                                                   | DE19 (16 Wo.)DE | AT15 (14 Wo.)AT | CH22 (21 Wo.)CH | UK4 Platin · (15 Wo.)UK | Erstveröffentlichung: 21. Mai 2001 Verkäufe: + 890.000                       |
| 2001 | Too Close All Rise                                                         | DE66 (3 Wo.)DE | AT72 (2 Wo.)AT | — | UK1 Silber · (16 Wo.)UK | Erstveröffentlichung: 27. August 2001 Verkäufe: + 270.000; Original: Next    |
| 2001 | If You Come Back All Rise                                                  | DE48 (9 Wo.)DE | AT49 (7 Wo.)AT | CH71 (4 Wo.)CH | UK1 Gold · (13 Wo.)UK | Erstveröffentlichung: 12. November 2001 Verkäufe: + 400.000                  |
| 2002 | Fly By II All Rise                                                         | DE45 (9 Wo.)DE | AT65 (4 Wo.)AT | CH65 (10 Wo.)CH | UK6 Silber · (12 Wo.)UK | Erstveröffentlichung: 18. März 2002 Verkäufe: + 200.000                      |
| 2002 | One Love                                                                   | DE54 (6 Wo.)DE | AT53 (6 Wo.)AT | CH44 (11 Wo.)CH | UK3 Gold · (15 Wo.)UK | Erstveröffentlichung: 21. Oktober 2002 Verkäufe: + 400.000                   |
| 2002 | Sorry Seems to Be the Hardest Word One Love                                | DE3 (18 Wo.)DE | AT4 (21 Wo.)AT | CH3 Gold · (24 Wo.)CH | UK1 Gold · (20 Wo.)UK | Erstveröffentlichung: 9. Dezember 2002 Verkäufe: + 735.000; feat. Elton John |
| 2003 | U Make Me Wanna One Love                                                   | DE6 Gold · (13 Wo.)DE | AT10 (16 Wo.)AT | CH9 (17 Wo.)CH | UK4 Silber · (12 Wo.)UK | Erstveröffentlichung: 17. März 2003 Verkäufe: + 350.000                      |
| 2003 | Guilty                                                                     | DE19 (9 Wo.)DE | AT20 (13 Wo.)AT | CH22 (13 Wo.)CH | UK2 (13 Wo.)UK | Erstveröffentlichung: 20. Oktober 2003                                       |
| 2003 | Signed, Sealed, Delivered, I’m Yours Guilty                                | DE29 (7 Wo.)DE | AT35 (8 Wo.)AT | CH53 (8 Wo.)CH | UK11 (23 Wo.)UK | Erstveröffentlichung: 24. November 2003 feat. Stevie Wonder & Angie Stone    |
| 2004 | Breathe Easy auch bekannt als: A chi mi dice (italienische Version) Guilty | DE7 Gold · (20 Wo.)DE | AT7 (29 Wo.)AT | CH8 (31 Wo.)CH | UK4 Silber · (12 Wo.)UK | Erstveröffentlichung: 22. März 2004 Verkäufe: + 350.000                      |
| 2004 | Bubblin’ auch bekannt als: You and Me Bubblin’ Guilty                      | DE11 (17 Wo.)DE | AT27 (14 Wo.)AT | CH8 (21 Wo.)CH | UK9 (9 Wo.)UK | Erstveröffentlichung: 16. Juni 2004 feat. Linkup                             |
| 2004 | Curtain Falls Best of Blue                                                 | DE8 (16 Wo.)DE | AT16 (15 Wo.)AT | CH13 (16 Wo.)CH | UK4 (12 Wo.)UK | Erstveröffentlichung: 5. November 2004                                       |
| 2005 | Get Down on It Best of Blue                                                | DE29 (9 Wo.)DE | AT41 (5 Wo.)AT | CH35 (7 Wo.)CH | — | Erstveröffentlichung: 3. Januar 2005 feat. Kool & the Gang & Lil’ Kim        |
| 2005 | Only Words I Know 4ever Blue                                               | DE55 (5 Wo.)DE | — | — | — | Erstveröffentlichung: 13. Juni 2005                                          |
| 2011 | I Can Roulette                                                             | DE7 (9 Wo.)DE | AT8 (6 Wo.)AT | CH8 (4 Wo.)CH | UK16 (4 Wo.)UK | Erstveröffentlichung: 2. Mai 2011 ESC 2011 11/25 für UK                      |
| 2013 | Hurt Lovers Roulette                                                       | DE7 (12 Wo.)DE | AT27 (5 Wo.)AT | CH22 (3 Wo.)CH | UK70 (2 Wo.)UK | Erstveröffentlichung: 4. Januar 2013                                         |
| 2013 | Without You Roulette                                                       | DE44 (2 Wo.)DE | — | CH43 (1 Wo.)CH | — | Erstveröffentlichung: 16. Mai 2013                                           |
| 2014 | Broken / Ayo Roulette                                                      | — | — | — | — | Erstveröffentlichung: 2. Februar 2014                                        |
| 2015 | King of the World Colours                                                  | — | — | — | — | Erstveröffentlichung: 2. März 2015                                           |
| 2015 | Nothing Like You Colours                                                   | — | — | — | — | Erstveröffentlichung: 10. Oktober 2015                                       |
| 2016 | Home Colours                                                               | — | — | — | — | Erstveröffentlichung: 8. Januar 2016                                         |
| 2022 | Haven’t Found You Yet Heart & Soul                                         | — | — | — | — | Erstveröffentlichung: 25. Mai 2022                                           |
| 2022 | Dance with Me Heart & Soul                                                 | — | — | — | — | Erstveröffentlichung: 29. Juni 2022                                          |
| 2022 | Magnetic Heart & Soul                                                      | — | — | — | — | Erstveröffentlichung: 16. September 2022                                     |
| 2022 | Heart & Soul                                                               | — | — | — | — | Erstveröffentlichung: 9. Oktober 2022                                        |
| 2024 | My City –                                                                  | — | — | — | — | Erstveröffentlichung: 23. Mai 2024                                           |

### Als Gastmusiker
| Jahr | Titel Album                             | Höchstplatzierung, Gesamtwochen, AuszeichnungChartplatzierungen (Jahr, Titel, Album, Platzierungen, Wochen, Auszeichnungen, Anmerkungen) | Höchstplatzierung, Gesamtwochen, AuszeichnungChartplatzierungen (Jahr, Titel, Album, Platzierungen, Wochen, Auszeichnungen, Anmerkungen) | Höchstplatzierung, Gesamtwochen, AuszeichnungChartplatzierungen (Jahr, Titel, Album, Platzierungen, Wochen, Auszeichnungen, Anmerkungen) | Höchstplatzierung, Gesamtwochen, AuszeichnungChartplatzierungen (Jahr, Titel, Album, Platzierungen, Wochen, Auszeichnungen, Anmerkungen) | Anmerkungen                                                                    |
| Jahr | Titel Album                             | DE | AT | CH | UK | Anmerkungen                                                                    |
| ---- | --------------------------------------- | --- | --- | --- | --- | ------------------------------------------------------------------------------ |
| 2013 | I Wish It Could Be Christmas Everyday – | — | — | — | UK21 (1 Wo.)UK | Erstveröffentlichung: 15. Dezember 2013 mit Various Artists; Original: Wizzard |
| 2018 | With a Little Help from My Friends –    | — | — | — | — | Erstveröffentlichung: 6. Juli 2018 mit Various Artists; Original: The Beatles  |

## Videoalben und Musikvideos

### Videoalben
| Jahr | Titel Musiklabel                          | Höchstplatzierung, Gesamtwochen, AuszeichnungChartplatzierungen (Jahr, Titel, Musiklabel, Platzierungen, Wochen, Auszeichnungen, Anmerkungen) | Höchstplatzierung, Gesamtwochen, AuszeichnungChartplatzierungen (Jahr, Titel, Musiklabel, Platzierungen, Wochen, Auszeichnungen, Anmerkungen) | Höchstplatzierung, Gesamtwochen, AuszeichnungChartplatzierungen (Jahr, Titel, Musiklabel, Platzierungen, Wochen, Auszeichnungen, Anmerkungen) | Höchstplatzierung, Gesamtwochen, AuszeichnungChartplatzierungen (Jahr, Titel, Musiklabel, Platzierungen, Wochen, Auszeichnungen, Anmerkungen) | Anmerkungen                                                          |
| Jahr | Titel Musiklabel                          | DE | AT | CH | UK | Anmerkungen                                                          |
| ---- | ----------------------------------------- | --- | --- | --- | --- | -------------------------------------------------------------------- |
| 2002 | A Year in the Life of Blue Virgin Records | — | — | — | UK1 Platin · (34 Wo.)UK | Erstveröffentlichung: 25. März 2002 Verkäufe: + 50.000               |
| 2003 | One Love: Live Tour Virgin Records        | DE*DE | — | CH*CH | UK2 Platin · (43 Wo.)UK | Erstveröffentlichung: März 2003 Verkäufe: + 50.000; * siehe One Love |
| 2003 | Close to Blue Virgin Records              | — | — | — | UK4 (13 Wo.)UK | Erstveröffentlichung: 1. Dezember 2003                               |
| 2004 | Guilty: Live from Wembley Virgin Records  | DE*DE | — | CH*CH | UK1 (11 Wo.)UK | Erstveröffentlichung: 29. März 2004 * siehe Guilty                   |
| 2004 | Best of Blue EMI Music                    | DE*DE | — | CH*CH | — | Erstveröffentlichung: 11. November 2004 * siehe Kompilation          |

### Musikvideos
| Jahr | Titel                                | Regie                                                 |
| ---- | ------------------------------------ | ----------------------------------------------------- |
| 2001 | All Rise                             | Andrew Morahan                                        |
| 2001 | Too Close                            | Jake Nava                                             |
| 2001 | If You Come Back (2 Versionen)       | Simon Atkinson, Adam Townley                          |
| 2002 | Fly By II                            | Jake Nava                                             |
| 2002 | Best in Me                           | Simon Atkinson, Adam Townley                          |
| 2002 | One Love                             | Cameron Casey                                         |
| 2002 | Sorry Seems to Be the Hardest Word   | Max Giwa, Dania Pasquini                              |
| 2003 | U Make Me Wanna (2 Versionen)        | Phil Griffin (Soloversion) — (Version mit Elva Hsiao) |
| 2003 | Supersexual                          |                                                       |
| 2003 | One Love: The Sequel                 |                                                       |
| 2003 | Don’t Treat Me Like a Fool           |                                                       |
| 2003 | Guilty                               | David Mould                                           |
| 2003 | Signed, Sealed, Delivered, I’m Yours | Max Giwa, Dania Pasquini                              |
| 2004 | The Gift                             |                                                       |
| 2004 | Breathe Easy                         | Cameron Casey                                         |
| 2004 | A chi mi dice                        | Cameron Casey, Lee Ryan                               |
| 2004 | Bubblin’                             | Alex De Rakoff                                        |
| 2004 | You & Me Bubblin’                    | Tarik Hamdine                                         |
| 2004 | Curtain Falls                        | Justin Dickel                                         |
| 2005 | Get Down on It                       |                                                       |
| 2005 | Only Words I Know                    |                                                       |
| 2011 | I Can (2 Versionen)                  |                                                       |
| 2012 | Hurt Lovers (2 Versionen)            | Katja Kuhl (B&W-Version) — (Color-Version)            |
| 2013 | Without You                          | Lennart Brede                                         |
| 2013 | Break My Heart                       | Harvey Bertram-Brown                                  |
| 2013 | Broken                               |                                                       |
| 2014 | How It Feels                         | Andreas Z Simon                                       |
| 2015 | King of the World                    |                                                       |
| 2022 | Haven’t Found You Yet                |                                                       |
| 2024 | My City                              |                                                       |

## Boxsets
| Jahr | Titel Musiklabel                       | Anmerkungen                            |
| ---- | -------------------------------------- | -------------------------------------- |
| 2006 | The Platinum Collection Virgin Records | Erstveröffentlichung: 24. Februar 2006 |

## Promoveröffentlichungen
| Jahr | Titel Album                            | Anmerkungen                                                                            |
| ---- | -------------------------------------- | -------------------------------------------------------------------------------------- |
| 2002 | Best in Me All Rise                    | Erstveröffentlichung: 18. August 2002 Veröffentlichung nur in Europa                   |
| 2003 | Supersexual One Love                   | Erstveröffentlichung: 11. Mai 2003 Veröffentlichung nur in Spanien + Südafrika         |
| 2004 | The Gift Guilty (Japanese Edition)     | Erstveröffentlichung: 2004 (Japan) Alternative zu Signed, Sealed, Delivered, I’m Yours |
| 2004 | Too Close / Curtain Falls Best of Blue | Erstveröffentlichung: 2004 (Japan) 12"-Promo-Single                                    |
| 2013 | Break My Heart Roulette                | Erstveröffentlichung: 26. August 2013 Veröffentlichung nur in Großbritannien           |

## Sonderveröffentlichungen

### Alben
| Jahr | Titel Musiklabel              | Anmerkungen                                                       |
| ---- | ----------------------------- | ----------------------------------------------------------------- |
| 2003 | All Rise / One Love EMI Music | Erstveröffentlichung: 15. September 2003 Teil der „2-for-1“-Reihe |

| Jahr | Titel Musiklabel                                  | Anmerkungen                                                                 |
| ---- | ------------------------------------------------- | --------------------------------------------------------------------------- |
| 2002 | Sunday Mirror / The Mirror Sampler Virgin Records | Erstveröffentlichung: 2002 kostenloser Download durch Gutscheinsammelaktion |

### Lieder
| Jahr | Titel Album                                 | Anmerkungen                                                            |
| ---- | ------------------------------------------- | ---------------------------------------------------------------------- |
| 2002 | U Make Me Wanna Theme Song of Love, Kissing | Erstveröffentlichung: 1. November 2002 Elva Hsiao feat. Blue           |
| 2003 | Kya maine socha Aksar                       | Erstveröffentlichung: 2003 Shaan feat. Blue; Original: Blue – One Love |
| 2004 | One Love Desde mi ventana                   | Erstveröffentlichung: 2004 Ilona feat. Blue                            |

| Jahr | Titel Album                                   | Anmerkungen                                                  |
| ---- | --------------------------------------------- | ------------------------------------------------------------ |
| 2002 | Get Ready Party at the Palace                 | Erstveröffentlichung: 2. Juli 2002 Original: The Temptations |
| 2002 | You Can Leave Your Hat On Party at the Palace | Erstveröffentlichung: 2. Juli 2002 Original: Randy Newman    |
| 2014 | How It Feels Dein Song 2014                   | Erstveröffentlichung: 4. April 2014 mit Laura Bonicke        |

| Jahr | Titel Soundtrack          | Anmerkungen                           |
| ---- | ------------------------- | ------------------------------------- |
| 2013 | Hurt Lovers Schlussmacher | Erstveröffentlichung: 11. Januar 2013 |

## Statistik

### Chartauswertung
|                     | DE    | AT    | CH    | UK    |
| ------------------- | ----- | ----- | ----- | ----- |
| Nummer-eins-Alben   | DE—DE | AT—AT | CH—CH | UK3UK |
| Top-10-Alben        | DE2DE | AT—AT | CH1CH | UK4UK |
| Alben in den Charts | DE6DE | AT4AT | CH5CH | UK7UK |

|                       | DE     | AT     | CH     | UK     |
| --------------------- | ------ | ------ | ------ | ------ |
| Nummer-eins-Singles   | DE—DE  | AT—AT  | CH—CH  | UK3UK  |
| Top-10-Singles        | DE6DE  | AT4AT  | CH5CH  | UK11UK |
| Singles in den Charts | DE17DE | AT15AT | CH15CH | UK15UK |

### Auszeichnungen für Musikverkäufe
| Silberne Schallplatte - Frankreich - 2002: für die Single All Rise Goldene Schallplatte - Australien - 2001: für das Album All Rise - Belgien - 2001: für die Single All Rise - 2003: für die Single Sorry Seems to Be the Hardest Word - Dänemark - 2002: für das Album All Rise - 2018: für das Album Best of Blue - 2023: für die Single All Rise - Frankreich - 2003: für die Single Sorry Seems to Be the Hardest Word - Japan - 2003: für das Album Guilty - Neuseeland - 2001: für die Single All Rise - 2003: für das Album One Love - 2005: für das Album Best of Blue - Niederlande - 2003: für die Single Sorry Seems to Be the Hardest Word - Norwegen - 2001: für die Single All Rise - Schweden - 2001: für die Single All Rise | Platin-Schallplatte - Australien - 2001: für die Single All Rise - 2002: für die Single Too Close - Europa - 2002: für das Album All Rise - 2004: für das Album Guilty - 2004: für das Album Best of Blue - Italien - 2005: für das Album 4ever Blue - Japan - 2003: für das Album One Love 2× Platin-Schallplatte - Europa - 2004: für das Album One Love - Neuseeland - 2002: für das Album All Rise - Portugal - 2005: für das Album Best of Blue |

Anmerkung: Auszeichnungen in Ländern aus den Charttabellen bzw. Chartboxen sind in ebendiesen zu finden.
| Land/RegionAuszeichnungen für Musikverkäufe (Land/Region, Auszeichnungen, Verkäufe, Quellen) | Silber     | Gold       | Platin       | Verkäufe    | Quellen                                                    |
| -------------------------------------------------------------------------------------------- | ---------- | ---------- | ------------ | ----------- | ---------------------------------------------------------- |
| Australien (ARIA)                                                                            | —          | Gold1      | 2× Platin2   | 175.000     | aria.com.au                                                |
| Belgien (BRMA)                                                                               | —          | 2× Gold2   | —            | 50.000      | ultratop.be                                                |
| Dänemark (IFPI)                                                                              | —          | 3× Gold3   | —            | 80.000      | ifpi.dk DK2                                                |
| Deutschland (BVMI)                                                                           | —          | 5× Gold5   | —            | 700.000     | musikindustrie.de                                          |
| Frankreich (SNEP)                                                                            | Silber1    | Gold1      | —            | 375.000     | infodisc.fr snepmusique.com                                |
| Europa (IFPI)                                                                                | —          | —          | 5× Platin5   | (5.000.000) | ifpi.org                                                   |
| Italien (FIMI)                                                                               | —          | —          | Platin1      | 120.000     | Einzelnachweise                                            |
| Japan (RIAJ)                                                                                 | —          | Gold1      | Platin1      | 350.000     | riaj.or.jp                                                 |
| Neuseeland (RMNZ)                                                                            | —          | 3× Gold3   | 2× Platin2   | 50.000      | aotearoamusiccharts.co.nz                                  |
| Niederlande (NVPI)                                                                           | —          | Gold1      | —            | 40.000      | nvpi.nl                                                    |
| Norwegen (IFPI)                                                                              | —          | Gold1      | —            | 10.000      | ifpi.no (Memento vom 5. November 2012 im Internet Archive) |
| Portugal (AFP)                                                                               | —          | —          | 2× Platin2   | 80.000      | Einzelnachweise                                            |
| Schweden (IFPI)                                                                              | —          | Gold1      | —            | 15.000      | sverigetopplistan.se                                       |
| Schweiz (IFPI)                                                                               | —          | 4× Gold4   | —            | 80.000      | hitparade.ch                                               |
| Vereinigtes Königreich (BPI)                                                                 | 4× Silber4 | 3× Gold3   | 15× Platin15 | 6.300.000   | bpi.co.uk                                                  |
| Insgesamt                                                                                    | 5× Silber5 | 26× Gold26 | 28× Platin28 |             |                                                            |